# ساغرا (مهرجان)

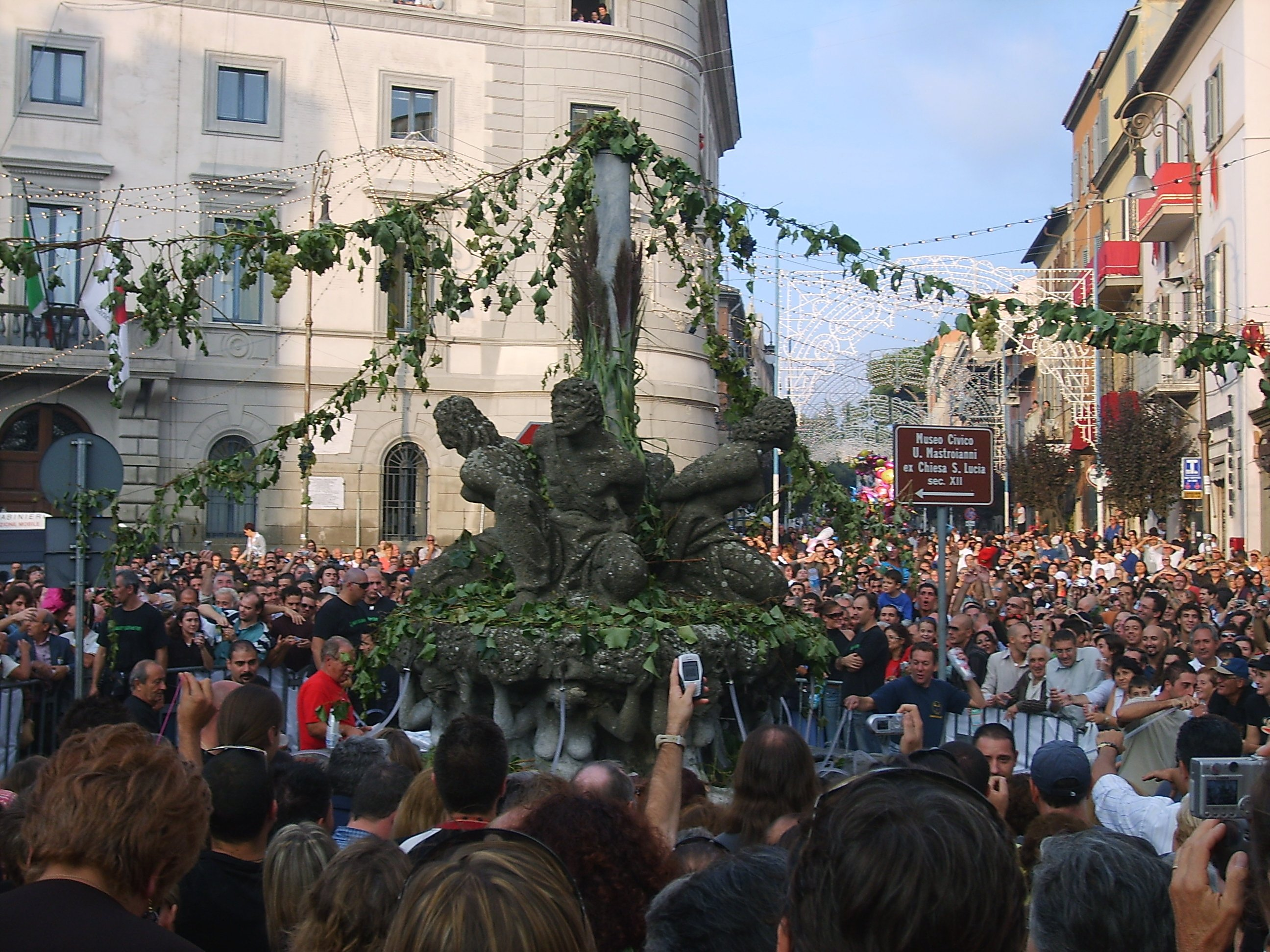
مهرجان ساغرا 2006 في مارينو، إيطاليا، للاحتفال بالعنب

مهرجان ساغرا (بالإيطالية: Sagra)‏ هو مهرجان محلي، ويتم احياناً تقديم الاطعمة الشعبية في هذ المهرجان وكذلك الأمر يتضمن العروض الرياضية وفي كثير من الاحيان يتضمن الأحداث الرياضية والمواكب التاريخية فعلى سبيل المثال، عندما يكون الحدث الرياضي ترفيهي وتاريخي مثل المثاقفة (المسابقة بالرمح) او سباق الخيول بالزي التقليدي او ارتداء الدروع، ويطلق عليه باللغة الايطالية (palio: وهي مسابقة رياضية سنوية).

## ملخص
كانت مهرجانات ساغرا تقتصر من حيث تواجدها وتقديمها فقط في المعارض الريفية القديمة والوسائل الترفيهية، لكن في الوقت الحاضر ومن حيث أن إيطاليا أصبحت وجهة سياحية جيدة، يرغب الكثير في التوجه إليها للسياحة والترفيه، تم العمل على عرض هذه المهرجانات لاستهداف الزوار والسياح الأجانب.
في حين أن البعض الآخر قاموا بتجديد فكرة إحياء بعض المهرجانات القديمة التي انقضى العديد من السنوات عليها مثل:  كوينتانا اوف فولينيو (مهرجان يتضمن العديد من النشاطات في مدينة فولينيو في ايطاليا.)

## اسم شائع
غالبا ما يكون اسم المهرجان (ساغرا) متواجد في كثير من المهرجان مثل:
- مهرجان في أستي (Festival delle Sagre astigiane)
- مهرجان الضفدع في كاستيلديلاغو بالقرب من ارون (Sagra della Rana (frog) at Casteldilago near Arrone)
- مهرجان البصل في كانارا(Cipolla Cannara   Sagra della)
- مهرجان الباذنجان المشي في سافونا (a Sagra della Melanzana ripiena at Savona
- ومهرجان بولينتا في بيرتيكارا دي نوفافيلتريا (a Sagra della Polenta a Perticara di Novafeltria)
- مهرجان لاتارينو في براتشيانو (a Sagra del Lattarino a Bracciano)
- مهرجان فريكو في كارباكو- فديجنانو(a Sagra del Frico a Carpacco-Vdignano)، وإلى آخره.[1][2][2]

## وصلات خارجية
- قائمة شاملة لجميع المهرجانات المحلية في إيطاليا (بالإيطالية).
- المهرجانات والفعاليات في إيطاليا